# Персей и Андромеда (картина Тициана)
«Персей и Андромеда» (итал. Perseo e Andromeda) — картина Тициана, итальянского художника эпохи Возрождения, созданная в 1554—1556 годах в рамках серии картин на мифологические сюжеты, известной как «poesie» (поэзия) и предназначенной для испанского короля Филиппа II. Сюжеты для картин были заимствованы из «Метаморфоз» римского поэта Овидия, в случае этой картины — из книги IV, строк 663—752. На всех полотнах этой серии были изображены обнажённые женщины. Картина «Персей и Андромеда» ныне хранится в Собрании Уоллеса в Лондоне.
Она написана маслом на холсте и имеет размеры 183 на 199 см. Вероятно, картина уже была оценена как «повреждённая» в 1605 году, а в дальнейшем получила дополнительные повреждения, а также, по-видимому, была обрезана со всех сторон. В ходе научных исследований было выявлено необычайно большое количество изменений по мере создания композиции работы.
На картине изображён герой Персей, летящий по воздуху и стремящийся убить морское чудовище, которое явилось убить Андромеду, прикованную к скале на берегу моря для него. Персей уже атаковал чудовище, ранив его в плечо.
Картина много путешествовала: написанная в Венеции она была доставлена на территорию современной Бельгии, затем отправившись в Испанию, Италию, Англию и Францию, в конечном итоге вернувшись в Англию.

## Сюжет и источники
В греческой мифологии эфиопским царством правила прекрасная, но тщеславная царица Кассиопея. Она утверждала, что красота её и её дочери Андромеды превосходили красоту морских нимф, дочерей бога моря Посейдона. Когда нимфы узнали о ее притязаниях, они обратились с жалобой к своему отцу, который в отместку вызвал Кета или морского монстра, чтобы опустошить побережье Эфиопии, поставив под угрозу царство Кассиопеи. По совету оракула Амона царица вместе со своим мужем Кефеем решили принести в жертву чудовищу свою дочь Андромеду. Персей, возвращаясь после путешествия за головой горгоны Медузы, убивает чудовище и спасает Андромеду, на которой затем женится.
Тициан довольно близко следует Овидию, хотя, вероятно, его знание латыни было плохим, и художник преимущественно полагался на несколько упрощённые версии на итальянском языке, из которых он и выбирал сюжеты для своих полотен. Это обстоятельство может объяснить некоторые различия сюжета картины с латинским оригиналом, хотя Тициан вполне мог просто свободно интерпретировать историю. У Овидия родители Андромеды находятся неподалеку; здесь они, вероятно, размещаются на противоположном берегу, у города. Андромеда стоит среди ракушек и кораллов. Коралл упоминается Овидием, но как образованный из локонов Медузы на более позднем этапе истории. Овидий описывает Андромеду, похожую на статую, и плачущую; изображение Тициана соответствует этому. Персей получил свой изогнутый меч от Меркурия, а щит — от Минервы. Как и Меркурий, он носит крылатые сапоги, а также крылатый шлем.
Выдвигались различные предположения о визуальных источниках, на которые мог ориентироваться Тициан при своей работе. К ним относятся довольно грубые гравюры на дереве различных изданий Овидия, отдельные классические рельефы, а также широко известный рисунок воскресшего Христа Микеланджело, хранящийся в Британском музее. На книжных иллюстрациях Персей везде изображён в крылатом шлеме, как у Меркурия, для которого нет текстуального обоснования, и держащим небольшой барочный парадный щит.

## «Поэзия»
Первыми двумя картинами из серии «Поэзия» были «Даная» с «Венерой и Адонисом», написанными в 1553 и в конце 1554 года соответственно. Обе они были повторениями с вариациями композиций прежних работ, которые Тициан уже создал в предыдущем десятилетии для семьи Фарнезе в Риме. В письме Тициана Филиппу, сопровождавшем «Венеру и Адониса», он отметил, что эта пара предлагала контрастные позы и обещал «другой взгляд» на «Персея и Андромеду», а также «Ясона и Медею», которых он намеревался писать. Они должны были стать первыми оригинальными композициями в серии для Филиппа, но не осталось никаких следов от «Ясона и Медеи», от идеи создания которой художник, по-видимому, отказался. Вместо неё было написано «Похищение Европы», задуманное как спутник «Персея и Андромеды».
Композиция «Персея и Андромеды» строилась в несколько этапов, которые можно проследить с помощью рентгеновских лучей и инфракрасной рефлектографии, а также сохранившегося рисунка. Некоторые из более ранних элементов все ещё можно увидеть невооружённым глазом при ближайшем рассмотрении картины. Сначала Андромеда была справа, в довольно похожей позе, но наклонившись слева направо, как на финальной картине. Левая рука была поднята над её головой таким же образом, но другая рука была расположена более или менее горизонтально, а голова, по-видимому, была обращена к центру. Сохранился рисунок Антониса Ван Дейка из его итальянского этюдника, ныне хранящегося в Чатсуорт-хаусе, изображающий подобную фигуру, вероятно, копирующий утраченный рисунок Тициана, что является редкостью для этого периода в его карьере.
Когда Андромеда была перемещена на левую часть полотна, её поза отличалась от финальной на картине и была более похожа на первоначальную, расположенную на правой стороне. Для конечностей Персея, его меча и щита было использовано несколько различных положений. Монстр первоначально поднимался выше из воды.
По мнению исследователя Ририка «Персей и Андромеда» из Собрания Уоллеса является второй версией картины Тициана, оригинал которой был доставлен Филиппу в 1556 году, а ныне утерян, с Андромедой справа. Он рассматривает картину Паоло Веронезе, хранящуюся в Рене, как основанную на этой версии.
Несколько лет спустя, вероятно, в 1558 году, Тициан написал для тёти Филиппа Марии Венгерской картину «Святая Маргарита и дракон», ныне хранящуюся в Прадо, на которой, за исключением персонажей и их атрибутов, изображена почти та же композиция: скала, море и город за заливом.

## Провенанс
Филипп получил картину, находясь в Генте, в Испанских Нидерландах, в сентябре 1556 года. В 1574 году Тициану всё ещё не заплатили за работу, согласно записке, которую он послал секретарю Филиппа и фавориту Антонио Пересу. По-видимому, полотно покинуло испанскую королевскую коллекцию до смерти Филиппа в 1598 году (единственное из серии «Поэзия», сделавшее это), но было заменено аккуратной копией, ныне хранящейся в Жироне (Испания). Возможно, «Персей и Андромеда» была подарена Пересу, как и другие важные картины. Это случилось ещё до его внезапной опалы в 1579 году.
Согласно альтернативной версии «Персей и Андромеда» могла быть подарена семье придворных скульпторов Леоне Леони и его сыну Помпео, которым Филипп также дарил картины. Семья Леони, возможно, купила её, когда коллекция Переса была рассеяна. Есть записи о картинах этой серии в коллекциях Переса 1585—1586 годов, описывающие их как «большие», в записи о смерти Леона Баутисты Леони в 1605 году («повреждённая Андромеда Тициана») и его отца Помпео Леони в 1608 году (описанных как большие полотна Тициана). Всё это может относиться и к «Персею и Андромеде», но не обязательно.
Картина наверняка была в коллекции Антониса Ван Дейка, который, возможно, приобрёл её у семьи Леони, которая располагалась в Милане, во время его пребывания в Италии с 1621 по 1627 год. Она входила в список его картин, созданном после его смерти в Лондоне в 1641 году, а в 1646 году один из главных заказчиков работ у Ван Дейка, Алджернон Перси, 10-й граф Нортумберленда, приобрёл её вместе с «Портретом семьи Вендрамин», ныне хранящимся в Лондонской национальной галерее. Нортумберленд заплатил 200 фунтов за обе и еще 80 фунтов в 1656 году. Однако «Персей и Андромеда» не должна была принадлежать Нортумберленду долгое время, пребывая во Франции в 1654 году и, возможно, в 1649 году. В 1654 году картина находилась в парижском доме политика Луи Фелипо, сеньора Де Ла Врилье, где она хранилась до 1717 года, будучи проданной вместе с домом в 1705 году.
Затем «Персей и Андромеда» входила в знаменитому Орлеанскому коллекцию Филиппа II, герцога Орлеанского, регента Франции, где вновь была объединена с четырьмя другими полотнами из серии «Поэзия» Тициана и двумя другими версиями «Венеры и Адониса» того же Тициана. К тому времени в испанской королевской коллекции остались только версии Филиппа и «Данаи», которые сейчас хранятся в Прадо. Как и большинство других орлеанских итальянских картин, она оказалась в Лондоне, где коллекция была распродана после Французской революции в сложной серии сделок, в некоторых из которых она была ошибочно описана как находящаяся ранее в коллекции Карла I Английского. В 1798 году «Персей и Андромеда» была оценена в 700 гиней, но её не смогли продать за эту сумму, а продали за 310 гиней в 1800 году и 362 фунта стерлингов в 1815 году. Это было намного меньше, чем 2500 фунтов стерлингов, которые герцог Бриджуотерский заплатил за каждую картину из серии «Поэзия»: «Диана и Актеон» и «Диана и Каллисто».
Последняя продажа картины состоялась в 1815 году. Она была куплена графом Ярмутом, с 1822 года ею владел Фрэнсис Сеймур-Конвей, 3-й маркиз Хартфорд, отец 4-го маркиза, главного коллекционера произведений искусства, составивших Собрание Уоллеса.
«Персей и Андромеда» изначально не рассматривалась как одна из жемчужин коллекции. С 1842 по примерно 1854 год она находилась в лондонском хранилище, а затем перемещена в Хартфорд-хаус, где сейчас располагается Собрание Уоллеса. Опись 1870 года отмечает нахождение её в «чулане» и приписывает авторство Доменикино. Искусствовед Джон Ингамельс неодобрительно отмечал, что «с 1876 по 1897 год [она] висела незастеклённой над ванной в гардеробной сэра Ричарда Уоллеса», прежде чем картину правильно идентифицировали и спасли её от воздействия паров.

## Копии и гравюры
Картина не была копирована Тицианом или его мастерской, как первые два его полотна из серии «Поэзии», но существуют более поздние её копии. Когда Филипп II отдал картину, была сделана её копия для испанской королевской коллекции, которая в 1882 году была отправлена в музей в Жироне (Испания). В Эрмитаже хранится копия, которая, вероятно, когда-то принадлежала принцу Евгению Савойскому. В Музее Энгра в Монтобане (Франция) хранится копия XVII века, когда-то находившаяся в Версальском дворце, где она была создана в 1683 году.
Гравюра венецианца Феррандо Бертелли, вероятно, датируется 1550-ми годами и является близкой к оригиналу, хотя и расширяет композицию со всех сторон, кроме левой, возможно, отражая первоначальный размер картины, который был урезан до неизвестной степени. Джованни Баттиста Фонтана (1524—1587) выпустил две гравюры, одна датирована 1564 годом и не очень похожа на оригинал, другая ближе к тициановской работе и недатирована. Ни то, ни другое не является точной репродукцией. Иллюстрации к Овидию конца XVI века часто имеют схожие элементы или общий план картины, не будучи её копиями. Многие картины на эту тему в последующие века, как правило, следовали тициановской редукции темы к двум главным фигурам и монстру, хотя и не копировали его композицию. Эта тема стала особенно популярной в XIX веке.

## Другие картины из серии «Поэзия»
- «Даная», доставлена Филиппу в 1553 году, ныне хранится в коллекции Веллингтона с более ранними и более поздними версиями.
- «Венера и Адонис», Прадо, созданная в 1554 году и хранимая с другими версиями.
- «Диана и Актеон», 1556—1559, принадлежащая одновременно Лондонской национальной галерее и Национальной галерее Шотландии в Эдинбурге
- «Диана и Каллисто», 1556—1559, принадлежащая одновременно Лондонской национальной галерее и Национальной галерее Шотландии в Эдинбурге
- «Похищение Европы», ок. 1560—1562, Музей Изабеллы Стюарт Гарднер
- «Смерть Актеона», Лондонская национальная галерея

- «Даная»
- «Венера и Адонис»
- «Диана и Актеон»
- «Диана и Каллисто»
- «Похищение Европы»
- «Смерть Актеона»